# Бардоне
Бардоне (фр. Bardonnex) — громада  в Швейцарії в кантоні Женева.

## Географія
Громада розташована на відстані близько 140 км на південний захід від Берна, 7 км на південний захід від Женеви.
Бардоне має площу 5 км², з яких на 23,3% дозволяється будівництво (житлове та будівництво доріг), 73,3% використовуються в сільськогосподарських цілях, 3,4% зайнято лісами, 0% не є продуктивними (річки, льодовики або гори).

## Демографія
2019 року в громаді мешкало 2277 осіб (+3,7% порівняно з 2010 роком), іноземців було 23%. Густота населення становила 455 осіб/км².
За віковим діапазоном населення розподілялося таким чином: 21,2% — особи молодші 20 років, 58,4% — особи у віці 20—64 років, 20,5% — особи у віці 65 років та старші. Було 874 помешкань (у середньому 2,6 особи в помешканні).
Із загальної кількості 627 працюючих 88 було зайнятих в первинному секторі, 201 — в обробній промисловості, 338 — в галузі послуг.